# Philippe de Buck van Overstraeten
Philippe de Buck van Overstraeten (Gent, 5 november 1947) is een Belgisch bestuurder.

## Levensloop
Philippe de Buck van Overstraeten studeerde rechten aan de Katholieke Universiteit Leuven, alwaar hij tot doctor promoveerde. Vervolgens behaalde hij een postgraduaat in taksstudies aan de École Supérieure de Sciences Fiscales te Brussel.
In 1971 ging hij aan de slag bij Fabrimetal, alwaar hij in 1981 werd aangesteld als secretaris-generaal en vervolgens in 1986 als directeur-generaal. In 1987 volgde hij er Jacques De Staercke als gedelegeerd bestuurder op. Onder zijn bestuur vond in 2000 de omvorming naar Agoria plaats. Zelf volgde Paul Soete hem in 2001 als op. De Buck van Overstraeten maakte de overstap naar het Europees niveau.
Hij volgde de Italiaanse Daniela Israelachwili als secretaris-generaal van de Union of Industrial and Employers' Confederations of Europe (UNICE) op. Onder zijn bestuur vond de omvorming van UNICE naar BusinessEurope plaats. In 2007 werd zijn titel gewijzigd van secretaris-generaal naar directeur-generaal. In 2012 volgde de Oostenrijker Markus Beyrer hem in die hoedanigheid op. Hij was ook lid van het Europees Economisch en Sociaal Comité en voorzitter van Belgian Businesses for Europe van het Verbond van Belgische Ondernemingen.
De Buck van Overstraeten was gasthoogleraar aan het Europacollege in Brugge en bestuurder van ING België, Alcatel ETCA, BASF Antwerpen, Brussels Philharmonic en de Muziekkapel Koningin Elisabeth. In 2016 werd hij adviseur bij Hill+Knowlton Strategies.
Hij trouwde met een kleindochter van Léon Delacroix en is een schoonbroer van Juan Cassiers.